# Jörg Freimuth
Jörg Freimuth (n. 10 septembrie 1961, Rathenow, RDG) este un atlet ce a reprezentat Republica Democrată Germană, medaliat olimpic. A participat la o ediție a Jocurilor Olimpice (1980) în care a câștigat medalia de bronz în proba de săritura în înălțime.

## Palmares
| An   | Competiție                   | Locație                    | Loc | Note   |
| ---- | ---------------------------- | -------------------------- | --- | ------ |
| 1980 | Jocurile Olimpice            | Moscova, Uniunea Sovietică | 3   | 2,31 m |
| 1981 | Campionatul European în sală | Grenoble, Franța           | 7   | 2,19 m |
| 1981 | Cupa Europei                 | Zagreb, Iugoslavia         | 4   | 2,24 m |
| 1981 | Cupa Mondială                | Roma, Italia               | 3   | 2,24 m |